# Поку, Лоран
Лоран Н’Дри Поку (фр. Laurent N'Dri Pokou; 8 октября 1947, Абиджан — 13 ноября 2016, там же) — ивуарийский футболист, нападающий сборной Кот-д’Ивуара.

## Международная карьера
Поку выступал за сборную Кот-д’Ивуара, дважды становился лучшим бомбардиром Кубка африканских наций, забив 6 голов на турнире 1968 года в ЭФиопии и 8 голов на турнире 1970 в Судане. На КАН 1970 года Поку в матче с Эфиопией забил 5 голов, тот матч Кот д’Ивуар выиграл со счетом 6:1, а сам Поку получил прозвище l’Homme d’Asmara (человек Асмэра). Поку занял второе место среди лучших бомбардиров КАН с 14 голами после Самюэля Это’о из Камеруна.